# Guadiato
Le Guadiato est une rivière qui coule dans le Sud de l'Espagne, en Andalousie, et forme l'un des affluents du fleuve Guadalquivir. Il naît sur le flanc du Cerro de la Caraveruela, près du village de La Coronada, sur le territoire municipal de Fuente Obejuna. Sa source est distante de 500 mètres de la Source de La Santanilla, où naît la rivière Zújar, dans la province de Cordoue.
En aval se forme le réservoir de Sierra Boyera, rattaché à la localité de Belmez, où se jettent également deux ruisseaux.
Le long de son cours avant de se jeter dans le Guadalquivir, le Guadiato forme une vallée dont les communes forment la Fédération de la vallée du Guadiato (Mancomunidad del Valle del Guadiato). Bien que la rivière ne traverse aucune des localités qui composent la région, il passe à proximité de beaucoup d'entre elles, notamment Belmez, Espiel et Villaviciosa de Córdoba. Le long de ces deux localités, la rivière est retenue dans le réservoir de Puente Nuevo. Avant de se jeter dans le Guadalquivir, la rivière alimente également le réservoir de la Breña II, près d'Almodóvar del Río (dans la province de Cordoue).
Il existe un pont arabe qui franchit le Guadiato.